# Premi Humanitari Jean Hersholt
El Premi Humanitari Jean Hersholt s'entrega periòdicament durant la cerimònia dels Oscars per a donar suport a aquells que contribueixen a obres humanitàries. Se li ha donat el nom de l'actor Jean Hersholt, que va presidir la Motion Picture & Television Fund durant divuit anys. Aquesta organització es dedica a ajudar a tots aquells que treballen en la indústria del cinema o de la televisió i que tenen problemes de finances. El premi és una estatueta "Oscar" i la poden rebre  productors, directors, escriptors i actors.

## Llista de guardonats
- 1956: Y. Frank Freeman
- 1957: Samuel Goldwyn
- 1959: Bob Hope
- 1960: Sol Lesser
- 1961: George Seaton
- 1962: Steve Broidy
- 1965: Edmond L. DePatie
- 1966: George Bagnall
- 1967: Gregory Peck
- 1968: Martha Raye
- 1969: George Jessel
- 1970: Frank Sinatra
- 1972: Rosalind Russell
- 1973: Lew Wasserman
- 1974: Arthur B. Krim
- 1975: Jules C. Stein
- 1977: Charlton Heston
- 1978: Leo Jaffe
- 1979: Robert Benjamin
- 1981: Danny Kaye
- 1982: Walter Mirisch
- 1983: M.J. Frankovich
- 1984: David L. Wolper
- 1985: Charles 'Buddy' Rogers
- 1989: Howard W. Koch
- 1992: Audrey Hepburn (pòstumament) i Elizabeth Taylor
- 1993: Paul Newman
- 1994: Quincy Jones
- 2001: Arthur Hiller
- 2005: Roger Mayer
- 2007: Sherry Lansing
- 2009: Jerry Lewis
- 2012: Oprah Winfrey
- 2013: Jeffrey Katzenberg
- 2014: Angelina Jolie
- 2015: Harry Belafonte
- 2016: Debbie Reynolds
- 2020: Geena Davis
- 2021: Tyler Perry i Motion Picture & Television Fund
- 2022: Danny Glover
- 2023: Michael J. Fox
- 2024: Michelle Satter